# Portoryko na Zimowych Igrzyskach Olimpijskich 1994
Portoryko na Zimowych Igrzyskach Olimpijskich 1994 reprezentowało pięciu zawodników, którzy wystartowali w konkurencjach bobslejowych.
Był to czwarty w historii start Portoryko na zimowych igrzyskach olimpijskich.

## Bobsleje

### Mężczyźni
| Osada | Zawodnik                                                | Konkurencja | Ślizg 1 | Ślizg 2 | Ślizg 3 | Ślizg 4 | Łącznie | Pozycja |
| ----- | ------------------------------------------------------- | ----------- | ------- | ------- | ------- | ------- | ------- | ------- |
| PUR-I | John Amabile Jorge Bonnet                               | Dwójki      | 55,18   | 55,46   | 55,38   | 55,19   | 3:41,21 | 40.     |
| PUR-I | Liston Bochette José Ferrer Jorge Bonnet Douglas Rosado | Czwórki     | 53,52   | 53,50   | 53,57   | 53,43   | 3:34,62 | 25.     |